# Нганасаны
Нганаса́ны (нган. ӈана́"сан — «люди», самоназвание няа", ня" — «товарищ») — коренной самодийский народ в Сибири. Термин нганасан (от ӈана"са, ӈана"сан — человек) был введён советскими лингвистами в 1930-е годы как ошибочное обобщение известного многим народам Севера употребления слова со значением «человек» в качестве эндоэтнонима.
Нганасаны состоят из двух племён — авамские (западные, с центрами в посёлках Усть-Авам и Волочанка) и вадеевские (восточные, с центром в посёлке Новая) нганасаны — и одного рода (род Око (Долган) или яроцкие нганасаны), позднее вошедшего в обе группы.

## Расселение и численность
Нганасаны населяют восток Таймырского муниципального района Красноярского края и территорию, подчинённую администрации города Дудинка. Являются самым северным народом Евразии. В 1940—1960-е годы в связи с реализацией плана перехода от кочевого образа жизни к оседлому были построены посёлки к югу от основных мест их прежнего кочевания. В настоящее время в этих посёлках сконцентрирована большая часть нганасан. Лишь около 100 человек живут полуоседло на «точках» охотничье-рыболовецкого промысла в тундре, главным образом в верховьях реки Дудыпты.
Население в России — 687 человек (Всероссийская перепись населения 2021 года).
Динамика изменения численности населения нганасан в России в XX веке: 1929—867 человек, 1959—748, 1970—953, 1979—867, 1989—1262, 2002—834, 2010—862, 2021 — 687.
Помимо этого, на Украине живут 44 нганасана (перепись 2001 года).
Численность нганасан в населённых пунктах в 2010 году
- Красноярский край:
  - посёлок Волочанка: 266[13]
  - посёлок Усть-Авам: 260[13]
  - город Дудинка: 100 (2002)[14]
  - посёлок Новая: 53[15]
  - посёлок Хатанга: 13[15]
  - посёлок Потапово: 10[13]
  - посёлок Левинские Пески: 7[13]
  - посёлок Жданиха: 7[15]
  - посёлок Новорыбная: 5[15]
  - посёлок Сындасско: 5[15]
  - посёлок Хета: 4[15]
  - посёлок Кресты: 2[15]
- Москва: 2[3]
- Санкт-Петербург: 1[3]

## Язык
Нганасаны говорят на нганасанском языке, который относится к самодийской группе уральской семьи. По переписи населения 2010 года, в России из 862 нганасан владеют нганасанским языком 125 чел. (14,5 %), русским — 851 (98,72 %).

## Генетика
По Y-хромосоме ДНК (передающейся по прямой мужской линии) кочевые нганасаны (коих осталось всего около 100 человек) принадлежат на 92 % к Y-хромосомной гаплогруппе N1a2b-P43 (ранее N1b), на 5 % — к Y-хромосомной гаплогруппе C, на 3 % — к Y-хромосомной гаплогруппе O. Это самый высокий показатель среди всех народов для гаплогруппы N1a2b (у тундровых ненцев — 74 %). Кроме того, это один из самых однородных народов из тех, ДНК которых изучена по Y-хромосоме.

## История
В сравнительно отдалённое время (XVIII век) полоса лесотундры от р. Таз на западе и до р. Лены на востоке, по-видимому, была занята племенами пеших охотников на дикого северного оленя. Эти племена не были самодийскими по языку и культуре, а, вероятно, были западным продолжением того народа к востоку от Лены, из которого к приходу русских к XVIII веку образовались юкагиры.
К XVIII веку к западу от Лены эти пара-юкагиры, имевшие примитивное и ещё неолитическое по технике изготовления орудий производства хозяйство, уже были полностью поглощены самодийцами и тунгусами. В бассейне реки Пясины, например, таким образом образовались две небольшие самодийские группы, известные русским как самоеды-кураки и пясидские самоеды.
Однако в промежутке между Леной и Хатангой пара-юкагиры рано подверглись влиянию тунгусов, и в конце концов были ассимилированы ими только в языковом отношении и оттеснены частью к самому берегу моря Лаптевых, частью в район верховьев р. Анабар и среднего течения Хатанги. При этом полноценной ассимиляции не произошло, палеоазиаты сражались с тунгусами за места охоты на диких оленей, похищали друг у друга домашних оленей и женщин, и т. д., а, кроме того, получили от тунгусов изделия из металла и знание оленеводства. В отличие от самодийцев на западе у тунгусов не было выработано специализированной тундровой системы оленеводства, поэтому и сами тунгусы, и палеоазиаты оставались оленеводами не крупными, не знавшими долгое время езды на оленях в санках, использовавшими оленей только для езды верхом и перевозки грузов вьюком.
Для охоты на диких оленей часть этих палеоазиатов проникала всё дальше вглубь Таймыра, где встречались с упомянутыми самоедами-кураками и пясидскими самоедами, и в конце концов были ассимилированы этими самоедами, образовав племена тавгов и тидирисов, встреченных русскими в XVII веке. В течение XVII — первой половины XVIII веков тавги, тидирисы, самоеды-кураки и пясидские самоеды сливаются в одно племя Авамских нганасан. В этом племени потомками тавгов, видимо, являются роды Чунанчера и Нинонде, потомками тидирисов — род Линанчера, паясидских самоедов — род Нгомде, и самоедов-кураков — род Нгамтусо. Своё имя это племя получило от р. Авам и Авамского зимовья, где оно платило ясак.
Те же палеоазиаты, что остались в верхнем течении Анабара и среднем течении Хатанги (с оз. Ессей в центре своего поселения), стали известны русским под именем тунгусов ванядыров, или ванядов. В течение первой половины XVIII века в результате неудачных восстаний, голодовок и т. п. это племя распалось. Часть его ушла к тунгусам, часть к появившимся в тех местах якутам, а часть ушла на Таймыр, поселившись к востоку от авамских нганасан, и под их влиянием оформилась в качестве племени Вадеевских (восточных) нганасан.
В XVIII веке якуты на Таймыре ассимилировали тунгусов и русских, образуя этнос долган. Долганы теснили нганасан к западу и северу Таймыра. С другой стороны, ненцы, приходя с запада и ассимилируя энцев, также вытесняли их к северу, в зону тундры. В советское время нганасан переселили чуть южнее, однако они всё равно остаются самым северным народом Евразии.
В начале XIX века тунгус из рода Долган по имени Око стал жить вместе с нганасанами. Из его потомков к концу века образовался род Око, или Долган, не входящий ни в одно из собственно нганасанских племён. 
Авамские (западные) нганасаны делятся на пять патрилинейных родов: Нгуомде (Момде), Нгамтусо (Костеркины), Чуванчера (Курсимины), Нинонде (Порбины), Линанчера (Турдагины); Вадеевские (восточные) нганасаны — на шесть: Асянду, Купчик, Кокары, Лапсаха, Нгойбу, Нёрхо. Руководителями рода были старейшие люди, которых позже выбирали в «князцы», представляющие свой род перед русской администрацией. В их функции входил сбор ясака, разбирательство правонарушений. Среди нганасан существовала экзогамия: запрещались браки между родственниками как по отцовской, так и по материнской линиям до третьего поколения. При этом весьма широко распространены межнациональные браки, детей от таких браков обычно считают нганасанами.

## История после присоединения к России
Предки нганасан были подчинены примерно в период с 1618 по 1639 годы. В 1618 году были обложены ясаком пясидские самоеды, в 1625 — самоеды-кураки и ваняды, в 1627 — тидирисы и часть тавгов.
В период с 1639 по 1664 годы русскими источниками зафиксировано несколько столкновений ванядов с оленекскими тунгусами племени адян (эдян). В 1666 году произошло большое восстание авамских нганасан, при котором было убито более тридцати русских служилых и промышленных людей и четыре тунгуса.
В 1679 году имели место последние крупные столкновения авамских нганасан и энцев (в союзе с русскими) c ненцами. В 1683 году произошло восстание ванядов (предков вадеевских нганасан) на оз. Ессей, в результате чего погибло 11 служилых и несколько промышленных людей. Ещё одно восстание ванядов было отмечено в первой половине XVIII века.
Затем каких-либо крупных событий в истории нганасанов не отмечается, за исключением нескольких эпидемий оспы, последняя из которых была в 1907—1908 годах.
В 1921 году к нганасанам прибыли первые представители Советской власти. К тому времени у них уже сложилась прослойка крупных оленеводов. В 1925 году нганасанские родовые управления во главе с «князцами» преобразуются в родовые советы во главе с председателями, которые в 1931 году заменяются территориальными кочевыми, а позже и сельскими Советами. В 1928 году Авамский родовой совет разделяется на Авамский и Таймырский. С 1931 года нганасаны входят в Таймырский национальный округ.
С 1931 по 1938 годы — коллективизация нганасан (в 1966 году все колхозы были преобразованы в совхозы). В 1938 году открыта первая нганасанская начальная школа.
В 1940-е—1960-е годы в связи с реализацией плана перехода кочевого образа жизни к оседлому были построены посёлки к югу от основных мест их прежнего кочевания — Усть-Авам, Волочанка, Новая. В настоящее время в этих посёлках сконцентрирована большая часть нганасан. Лишь около 100 человек живут полуоседло на «точках» охотничье-рыболовецкого промысла в тундре, главным образом в верховьях реки Дудыпты.
В настоящее время среди нганасан широко распространены алкоголизм и самоубийства.

## Хозяйство и быт

### Занятия
Традиционные занятия — охота на дикого оленя, водоплавающих птиц, домашнее оленеводство (c XIX века), пушная охота, рыболовство по открытой воде. Второстепенное значение имели рыболовство, пушной промысел. Женщины в посёлковых пошивочных мастерских и дома занимаются выделкой оленьих шкур и шитьем национальной обуви, сувенирных ковриков, поделок из шкур оленя, шитьем меховой одежды для промысловиков. В посёлке Волочанка женщины работают на звероферме голубых песцов.
Основная охота приходится на летне-осенний период (с июля по ноябрь). Традиционно диких оленей добывали поколками на маршрутах кочевания и у переправ. Охотники подстерегали стадо оленей на переправе, давали им войти в воду, заплыть достаточно далеко от берега и кололи копьями между ребер, чтобы они ещё некоторое время могли проплыть и приблизиться к берегу. Другие охотники находились внизу по течению реки и подбирали убитых животных. Зимой оленя криками загоняли в сети, а также в загороди — сходящиеся ряды кольев. Существовала и индивидуальная охота — с оленем-манщиком, с собакой, подкрадыванием с маскировочным щитком (лофо), из укрытия, с нарт и т. д. В настоящее время обычно охотятся на диких оленей с помощью дальнобойных винтовок, приближаясь к стадам этих животных на санках, запряженных домашними оленями. Гусей добывали во время линьки: на лодках окружали птиц и гнали их к берегу, где были установлены сети (депту бугур). На уток и куропаток тоже расставляли сети. На песцов настораживали каменные пасти (фала денгуй), зайцев ловили петлями.
Основным оружием были копье (фонка), лук (динта) со стрелами (буди), нож (кюма), а с XIX века широкое распространение получило огнестрельное оружие. Рыбу ловили сетями (кол бугур), железными крючками (бату), костяными спицами (федир).
Нганасанские олени не очень сильны, низкорослы, но выносливы и способны быстро восстанавливаться после истощения. Существует более 20 слов для обозначения животного в зависимости от возраста, внешнего вида (ветвистости рогов), использования. Стада насчитывали 2-2,5 тыс. голов. Метили их тамгой (клеймом, знаком собственности) на шерсти или фигурным вырезом на ушах.
Нарты, в зависимости от назначения, были разных типов. Ирянка — лёгкие ездовые, обычно трёхкопыльные. В них запрягали двух-трёх оленей. Весной, когда животные сильно истощены, могли запрягать четыре-пять оленей. На такой нарте чаще ездили мужчины, поэтому с правой стороны к ней привязывали чехол для оружия. Инсюдаконто — женские трёх- или пятикопыльные нарты — имели спинку и передок, сверху — меховой полог, который защищал голову и спину при сильных морозах. Кунсыбы`э — грузовые нарты, на которых вещи укрывали полотнищем (фантуй) из оленьих камусов. Существовали специальные нарты для перевозки шестов (нгююся) и нюков (оленьих покрышек) для чума, постелей, дров, лодок.
Стойбища нганасан располагались на невысоких холмах, внизу между холмами находились олени. Осенью жилища устраивали недалеко от рек так, чтобы охотники в темноте могли вернуться с промысла вдоль русла. Весной зимние вещи, нюки укладывали на нарты, покрывали продымленной, не пропускающей влагу оленьей шкурой и оставляли в тундре до следующей зимы.

### Жилище
Традиционное жилище — конический чум (ма) по конструкции близок к ненецкому. Размер его зависел от количества живущих в нём людей (обычно от одной до пяти семей) и колебался в среднем от 3 до 9 м в поперечнике. Остов чума состоял из 20-60 длинных жердей, которые расставляли в виде конуса и покрывали нюками. Для летнего чума использовали старые, износившиеся нюки, которые укладывали в один слой, зимой употребляли двойные. Дверь делали из двух сшитых мездра к мездре (изнанка шкуры) оленьих шкур. Открывалась дверь в зависимости от направления ветра — справа или слева. Зимой снаружи чума насыпали завалинку (токеда), служившую заслоном от ветра. В центре чума, напротив входа, располагался очаг (тори), над которым подвешивали крюки для чайников и котлов. В верхней части чума оставляли отверстие — дымоход. За очагом — «чистое место» (сиенг), куда запрещалось ступать женщинам. Места для женщин (бату) располагались у входа, здесь же укладывали домашнюю утварь. Правая от входа сторона была жилой, в левой — помещали гостей и хранили хозяйственные предметы. Пол застилали циновками из тальника (тола) и досками (лата). На спальных местах поверх досок и циновок укладывали сначала невыделанные шкуры, а затем выскобленные подстилки (хонсу). На ночь над спальными местами опускали полог так, чтобы его можно было подоткнуть под подстилку. После ночи полог снимали, тщательно выбивали, свертывали и укладывали под нюк.
С 1930-х годов в качестве жилища входит в употребление заимствованный у долган балок — прямоугольный возок на полозьях с остовом, крытым оленьими шкурами или брезентом. В течение года оленеводы меняют три вида жилья: зимой — балок, летом — чум, осенью — брезентовая палатка. Вход жилища обычно ориентирован на юго-восток. В конце XIX — начале XX веков нганасаны не имели постоянных поселений. Маршруты кочевой заранее оговаривали с соседями.

### Одежда
Традиционная одежда изготавливалась из оленьих шкур. Мужской костюм состоял из глухой двойной малицы (лу), сшитой из белой оленьей шкуры и отороченной белым мехом собак, которых разводили специально для этого. В мороз в дорогу поверх малицы надевали сокуй (хиэ) с капюшоном, с высоким султаном из меха надо лбом. Женская одежда состояла из ровдужного комбинезона (фоние) с нашитыми на груди металлическими бляхами-лунницами (бодямо) и распашной парки (лифарие). Вместо капюшона женщины надевали шапку-капор (сьму) из белой шкуры оленя с опушкой из чёрного собачьего меха. В отличие от прошлых времён теперь под одеждой принято носить белье. Кроме того, летом мужчины носят покупную европейскую одежду.
Одежду украшали аппликацией в виде геометрических орнаментов (мули), по которым определялось, к какой социальной или возрастной группе относится её обладатель (мужчина, женщина, ребёнок, девушка, замужняя женщина, мать, сильный шаман и т. д.). Украшение одежды — трудоемкий процесс, поэтому аппликации спарывали со старой одежды и использовали несколько раз. Обувь (файму) шили из белых камусов (шкур с ног оленя), подошвы — из оленьих лбов или подстриженных лесенкой (чтобы не скользили при ходьбе) камусов. Она не имела выема в подъёме, представляя собой как бы цилиндрический чехол. Надевали её поверх меховых чулок (тангада). У женской обуви более короткие голенища. Мужчины вместо штанов носили ровдужные (из цветной замши) или меховые натазники (нингка), поверх них — пояс с кольцами на боку, к которым привязывали голенища обуви, а также подвешивали огниво (тууй), нож в ножнах, футляр для курительной трубки, кисет. Весной для защиты глаз от слепящего света носили снеговые очки (сеймекунсыда) — костяную или металлическую пластину с прорезью на кожаных ремешках. Волосы и женщины, и мужчины заплетали в две косы, смазывая оленьим жиром. В косы вплетали металлические подвески (няптухяй).

### Пища
Основу питания составляло оленье мясо. В пищу употребляли все части туши, не исключая утробного плода и содержимого желудка (тайба). Летом и осенью женщины заготавливали мясо впрок. Вяленое мясо (тириби) развешивали длинными полосами (лентами) на вешалах (чиедр) — нартах, поставленных друг на друга, — затем резали на мелкие кусочки, смешивали с жиром и ещё раз вялили на разостланных шкурах. Зимой замораживали оленью кровь и по мере надобности откалывали куски для приготовления похлебки (дяма). Сосудами для хранения жира служили снятая целиком шкура теленка, пищевод и желудок оленя, плавательный пузырь и кожа кунджи. Мясо, жир, рыбу нганасаны оставляли иногда осенью в тундре в ящиках изо льда. Употреблялись также мясо гусей, куропаток, песцов, зайцев, снежного барана и птичьи яйца. Рыбу (чира, муксуна, кунджу, нельму) ели в сыром, замороженном, вяленом виде. Вяленую рыбу — юколу (фака) готовили почти таким же способом, как оленье мясо, хранили в мешках. Зимой ели строганину. Хлеба нганасаны раньше почти не употребляли. Пресные лепешки из покупной муки (кириба) считались лакомством. Среди любимых блюд были также чирима кириба — лепешки из муки с икрой, и чириме дир — сало, сваренное с икрой. Из привозных продуктов пользовались чаем и табаком.

## Фольклор
Фольклор нганасан стал изучаться с конца 1920-х годах. Участники приполярной переписи 1926—1927 годов А. П. Лекаренко и Б. О. Долгих сделали 22 и 3 записи нганасанского фольклора соответственно. Затем неоднократно делались ещё записи, и в настоящее время имеется свыше 300 записей общим объёмом не менее 70 авторских листов. Крупнейшими собирателями нганасанского фольклора являются Б. О. Долгих и Ю. Б. Симченко. В 1930-х годах А. А. Попов записал тексты нганасанских шаманов — нгэда.
Свой устный фольклор сами нганасаны делят на две большие части: ситаби — героические поэмы о богатырях; дюрумэ, включающая в себя остальные прозаические жанры. Особую часть фольклора представляют песни-импровизации (балы), иносказательные частушки (кайнгэйру), загадки (тумта), поговорки (боду).
Произведения устного народного творчества знают почти все мужчины и женщины независимо от возраста. Только по общему объёму знаний и мастерству исполнения выделяются отдельные лица, наибольшая специализация идёт по линии исполнения и знания ситаби, сложных и длинных произведений, часть которых исполняется пением. Дюрумэ же (дословно «вести», «известия») — более простой раздел их творчества, это просто рассказы о прошлом, хотя они и включают в себя фантастические сказки, сказки о животных и т. п. Иногда предание об отдалённом прошлом называют хюнсэре дюрумэ («старые вести»). Некоторые предания называются дюрумэ-ситаби, что можно перевести как «вести, содержащие сказки». В отличие от настоящих ситаби эти произведения рассказываются, как дюрумэ, а не поются, как ситаби.
Профессиональных исполнителей фольклора у нганасанов нет, все общепризнанные сказители — это простые охотники, рыболовы и оленеводы. Предания рассказывают долгими вечерами под конец рабочего дня или на отдыхе, специальных всенародных празднеств, на которых рассказчики делятся своими историями, не было.
Зато имелись кайнгэймэкуми — состязания двух молодых людей, которые, сидя по обеим сторонам своей избранницы, сочиняли иносказательные песни, соперничая в остроумии. Тот, кто не понял иносказательного текста своего противника, считался побежденным и обязан был подарить победителю какое-либо металлическое украшение.

### Ситаби
Ситаби составляют значительную часть фольклора нганасан, но их запись затруднена в силу сложности и вычурности поэтического языка и длины ситаби. Их могут рассказывать и петь почти круглые сутки. Кроме того, происхождение ситаби, согласно самим нганасанам, ненецкое. Бытовая обстановка ситаби, имена героев и родовые названия преимущественно ненецкие. В ситаби воспеваются бесчисленные стада оленей, их герои живут в железных или медных чумах, одежду также носят из меди или железа или ненецкую. Летают по воздуху и могут сражаться в течение нескольких лет, не переставая, подобно ирландскому Кухулину. Аналогия ситаби у ненцев — сюдобичу, у энцев — сюдбабц.

### Дюрумэ
Дюрумэ, согласно Б. О. Долгих, можно разделить на несколько групп:
- Русские сказки, адаптированные к местным условиям. Действие сказки переносится в тундру, в качестве города фигурирует Туруханск и т. д.
- Сказки о Дяйку (долганский Оёлоко (Одёлоко)). Дяйку является трикстером нганасанского фольклора. Нганасанскому Дяйку и долганскому (и северно-эвенкийскому) Оёлоко соответствуют трикстеры энцев — Диа (Деа), ненцев — Иомпа (Ёмбу), селькупов — Ича, юкагиров — Дебегей.
- Фантастические сказки, не имеющие религиозных компонентов. Нет ни шаманов, ни загробной жизни, ни понятия души. Зато есть великаны-людоеды сигэ (у энцев — сихио).
- Сказки о животных. В качестве главного героя обычно действует лисица. Кроме того, из-за остатков анимизма, животные могут быть персонажами в фантастических сказках, сказках про Дяйку и т. д.
- Сказки об Ибуле — комическом персонаже нганасанского фольклора, делающем все наоборот (эвенкийский Ивуль)
- Мифологические и религиозные предания — подробнее см. в разделе Мифология и религия.
- Исторические, этногенетические и бытовые предания, в которых сохранилась память о переселении тавгов на Таймыр, о восстании 1666 года, о столкновениях с ненцами, эвенками, тунгусами и даже чукчами, которым приписываются фантастические качества. Возможно, предки нганасан контактировали с ними ещё до переселения на Таймыр.
- Бытовые рассказы из недалёкого прошлого.

### Музыка
Музыка сохранилась в наиболее древних формах фольклорного музицирования и генетически родственна музыке ненцев, энцев и селькупов. По жанрам делится на:
- Песенную традицию, основанную на балы — песнях-импровизациях о чём угодно. Практически у каждого нганасана имеется несколько личных балы. Детские песни (н`уона балы) создаются родителями для детей, которые по мере взросления разучивают их и поют как собственные именные песни. Колыбельные песни (л`андырсипса балы) являются семейной традицией и передаются по женской линии, как и песни-баюкания (н`уо л`антеры). У взрослых популярны лирические иносказательные песни (кэйнэйрся ~ кайнаруе).
- Эпическую традицию, выраженную в поэтико-певческих состязаниях-диалогах, в которых ситаби поются на персональные мелодии главных героев и являются своего рода исторической энциклопедией нганасанских напевов.

- Танцевальную традицию. Круговые танцы сопровождаются горлохрипением на вдохе и на выдохе (нарка кунты). В целом звукоподражания голосам зверей и птиц занимают важное место и включены в музыкальную ткань эпических и лирических напевов, шаманского обряда.
- Традицию шаманских песен нада балы, мелодии которых принадлежат различным духам (д`амада) и чередуются в процессе многочасового камлания: шаман запевает, а один или несколько помощников ему подпевают. У каждого шамана имеются ритуальные песни, соответствующие различным этапам обряда: набатачио балы — созывание духов; хоситапса балы — гадание; нантами балы — обращение-просьба к духам. Шаманские обряды звучат под аккомпанемент бубна (хендир) или посоха с колокольчиком (чире). Иногда пение шамана сопровождают удары палочкой с позвонками (хета`а), которую обычно используют для ударов по бубну, но иногда и в качестве самостоятельной погремушки. Большинство подвесок-погремушек на костюме и других атрибутах шамана изображают духов (койка) и имеют соответствующую форму: н`уоны — гагары, кокэры — журавля, денкуйка — лебедя, чедо — луны и др.
- Инструментальную традицию: Подвески-погремушки в форме кольца с нанизанными трубочками (д`аптудо) пришиваются к детской одежде в качестве звукового оберега. По дуге над колыбелью (каптыси) скребли палочкой либо трубочкой, успокаивая ребёнка и одновременно аккомпанируя колыбельной песне. Жужжалка (сани херы) и вращаемая завывалка (биахеры), которые сейчас известны как детские игрушки, в прошлом были ритуальными.

## Мифология
Главными сверхъестественными существами нганасан являются нгуо, коча, баруси, дямады. Нижний мир, заселённый мертвецами, называется Бодырбомоу (Земля мертвецов). Обычный человек, попав живым в Бодырбомоу, становится для мертвецов нгуо.

### Нгуо
Хорошо говорящие по-русски нганасаны склонны перевести слово «нгуо» как «бог», что не совсем верно. Буквально «нгуо» означает «небо», при этом некоторые нгуо живут под землёй.
Нгуо — это, как правило, матери (нямы) стихий, явлений природы, веществ, животных и т. д. Так, известны Моу-нямы (Земли мать), Быды-нямы (Мать воды), Туй-нямы (Мать огня), Коу-нямы (Мать солнца), Кичеда-нямы (Мать луны), Сырада-нямы (Мать подземного льда), Та-нямы (Мать оленей), Нилу-нямы (Мать жизни, она же Мать диких оленей) и т. д. Из мужских божеств главное — Дёйба-нгуо (Бог-сирота), главный покровитель нганасан и их культурный герой. Ему противостоят семь или девять сыновей Сырада-нямы, которых зовут Сырада-нянту (Парни подземного льда).
Имеются также мужские покровители стихий (Кае-нгуо — Бог грома), а также нгуо — мужья нямы. Русские христианские святые также являются нгуо, например, Миколка-нгуо (св. Николай). Этим словом обозначаются и многие из коча или бывших коча (см.)

### Коча
Коча — олицетворение болезни, по-нганасански «коча» и есть «болезнь». Однако большие болезни называются нгуо. Так, оспа — одна из самых больших нгуо.

### Баруси
Баруси можно определить как обычное сверхъестественное существо, не являющееся олицетворением никакого рода вещей или явлений. В качестве исключения они могут владеть водоёмом, в котором обитают. Баруси не обязательно водные существа, а также не обязательно добрые, не обязательно злые, не обязательно умные, не обязательно глупые. Обычно баруси имеет одну ногу, один глаз и одну руку (подобно эвенкийскому чюлюгды), но могут быть и внешне нормальными.
Про неловкого, глупого человека нганасаны говорят, что «он как баруси».

### Дямады
Дямады — демоны, помощники шаманов, обычно зооморфны. «Дямады» означает буквально «горло имеющий», то есть «животное».

## Обряды
Согласно этнографическим исследованиям, в древности нганасаны практиковали обряд воздушного погребения, который часто встречается у народов, включённых С. А. Старостиным в гипотезу о сино-кавказской макросемье языков.